# Can Rifà (Manlleu)
Can Rifà és una obra de Manlleu (Osona) inclosa a l'Inventari del Patrimoni Arquitectònic de Catalunya.

## Descripció
Edifici de planta baixa i tres pisos amb un eix de simetria central molt marcat. Les obertures de la planta baixa han estat modificades, però conserva les dues centrals que són originals, una de les quals té una inscripció a la llinda. En la planta primera i segona hi ha dos balcons amb llosa de pedra i barana de forja molt treballada amb motius geomètrics. El balcó de la planta primera és corregut. A la tercera planta hi ha una porxada que devia tenir la funció d'assecador amb una balustrada de pedra. A cada planta una petita cornisa remarca la línia dels forjats. La façana està acabada amb un estuc simulant maó i totes les obertures (excepte les de la planta tercera) tenen els brancals i llindes rectilinis de carreus de pedra. L'edifici està coronat per una balustrada.